# Mirrors (canção de Justin Timberlake)
"Mirrors" é uma canção do cantor e compositor norte americano, Justin Timberlake, gravada para o seu terceiro álbum de estúdio The 20/20 Experience (2013). Em 10 de fevereiro de 2013, Timberlake brincou em sua conta no Twitter afirmando que haveria uma surpresa especial após sua performance no Grammy Awards de 2013.
"Mirrors", até agora, atingiu um pico de número dois na Billboard Hot 100, e número um na UK Singles Chart, após sua performance no Brit Awards de 2013.

## Faixas e formatos
| Descarga digital |           |         |  |
| N.º              | Título    | Duração |  |
| 1.               | "Mirrors" | 8:04    |  |

| CD single |                          |         |  |
| N.º       | Título                   | Duração |  |
| 1.        | "Mirrors"                | 8:04    |  |
| 2.        | "Suit & Tie" (com Jay-Z) | 4:29    |  |

### Desempenho nas tabelas musicais

#### Posições
| Tabela musical (2013)                  | Melhor posição |
| -------------------------------------- | -------------- |
| Áustria (Ö3 Austria Top 75)            | 13             |
| Brasil (Brasil Hot 100 Airplay)        | 26             |
| Brasil (Brasil Hot Pop Songs)          | 5              |
| Canadá (Canadian Hot 100)              | 5              |
| Coreia do Sul (Gaon Music Chart)       | 3              |
| Dinamarca (Hitlisten)                  | 4              |
| Escócia (Scottish Singles Chart)       | 39             |
| Estados Unidos (Billboard Hot 100)     | 2              |
| Estados Unidos (Billboard Pop Songs )  | 1              |
| Estados Unidos (Billboard Radio Songs) | 1              |
| França (SNEP)                          | 15             |
| Irlanda (IRMA)                         | 5              |
| Países Baixos (Single Top 100)         | 10             |
| Reino Unido (UK Singles Chart)         | 1              |
| Reino Unido (OCC UK R&B)               | 1              |
| Suíça (Schweizer Hitparade)            | 5              |